# Zwitserland op het Eurovisiesongfestival 2009
Zwitserland nam deel aan het Eurovisiesongfestival 2009, dat gehouden werd in Moskou, Rusland. Het was de 50ste deelname van het land aan het Eurovisiesongfestival.

## Selectieprocedure
Net zoals het vorige jaar, koos de Zwitserse openbare omroep voor een interne selectie. Uiteindelijk koos men voor de rockgroep Lovebugs met het lied The heighest heights.

## In Belgrado
In de eerste halve finale moest men als achtste aantreden, net na Andorra en voor Turkije. Uiteindelijk bleek dat ze op een 14de plaats waren geëindigd met 15 punten. Dit was niet genoeg om de finale te bereiken.
België had geen punten over voor deze inzending. Nederland zat in de andere halve finale.

### Gekregen punten

#### Halve Finale 1
| 12 punten | 10 punten | 8 punten | 7 punten                                                | 6 punten |
| --------- | --------- | -------- | ------------------------------------------------------- | -------- |
|           |           |          |                                                         |          |
| 5 punten  | 4 punten  | 3 punten | 2 punten                                                | 1 punt   |
| - Finland |           |          | - Andorra - Duitsland - Portugal - Wit-Rusland - Zweden |          |

### Punten gegeven door Zwitserland

#### Halve Finale 1
| 12 punten | Turkije               |
| 10 punten | Portugal              |
| 8 punten  | Bosnië en Herzegovina |
| 7 punten  | IJsland               |
| 6 punten  | Noord-Macedonië       |
| 5 punten  | Israël                |
| 4 punten  | Zweden                |
| 3 punten  | Malta                 |
| 2 punten  | Montenegro            |
| 1 punt    | Armenië               |

#### Finale
| 12 punten | Turkije               |
| 10 punten | Portugal              |
| 8 punten  | Noorwegen             |
| 7 punten  | Frankrijk             |
| 6 punten  | Albanië               |
| 5 punten  | IJsland               |
| 4 punten  | Bosnië en Herzegovina |
| 3 punten  | Spanje                |
| 2 punten  | Griekenland           |
| 1 punt    | Israël                |

| 12 punten | Noorwegen |
| 10 punten | Frankrijk |
| 8 punten  | Turkije   |
| 7 punten  | Portugal  |
| 6 punten  | IJsland   |
| 5 punten  | Israël    |
| 4 punten  | Zweden    |
| 3 punten  | Estland   |
| 2 punten  | Armenië   |
| 1 punt    | Moldavië  |

| 12 punten | Turkije               |
| 10 punten | Albanië               |
| 8 punten  | Portugal              |
| 7 punten  | Bosnië en Herzegovina |
| 6 punten  | Spanje                |
| 5 punten  | Griekenland           |
| 4 punten  | Kroatië               |
| 3 punten  | Noorwegen             |
| 2 punten  | IJsland               |
| 1 punt    | Frankrijk             |

1956 · 1957 · 1958 · 1959 · 1960 · 1961 · 1962 · 1963 · 1964 · 1965 · 1966 · 1967 · 1968 · 1969 · 1970 · 1971 · 1972 · 1973 · 1974 · 1975 · 1976 · 1977 · 1978 · 1979 · 1980 · 1981 · 1982 · 1983 · 1984 · 1985 · 1986 · 1987 · 1988 · 1989 · 1990 · 1991 · 1992 · 1993 · 1994 · 1995 · 1996 · 1997 · 1998 · 1999 · 2000 · 2001 · 2002 · 2003 · 2004 · 2005 · 2006 · 2007 · 2008 · 2009 · 2010 · 2011 · 2012 · 2013 · 2014 · 2015 · 2016 · 2017 · 2018 · 2019 · 2020 · 2021 · 2022 · 2023 · 2024 · 2025